# Plein 1817
Plein 1817 is een plein in Tegelen, een stadsdeel van de Nederlandse gemeente Venlo.
De naam van het plein refereert aan het jaar waarin het Traktaat van Aken werd opgesteld. Daarin werd besloten dat Tegelen Nederlands grondgebied zou worden en daarmee niet meer tot Pruisen zou behoren.
Aan het plein ligt de in 1916 door de Tegelse architect Caspar Franssen ontworpen Sint Jozefschool. Verder is dit plein, samen met het Wilhelminaplein elk jaar in mei het toneel voor de voorjaarskermis.